# متلازمة دونوهيو
متلازمة دونوهيو (بالإنجليزية: Donohue syndrome)‏ هو عبارة عن اضطراب وراثي شديد ونادر جدًا. يُعانوا المُصابون بهذه المُتلازمة من إعاقة كبيرة في مُستفبلات الإنسولين.